# Diocese Episcopal de Washington

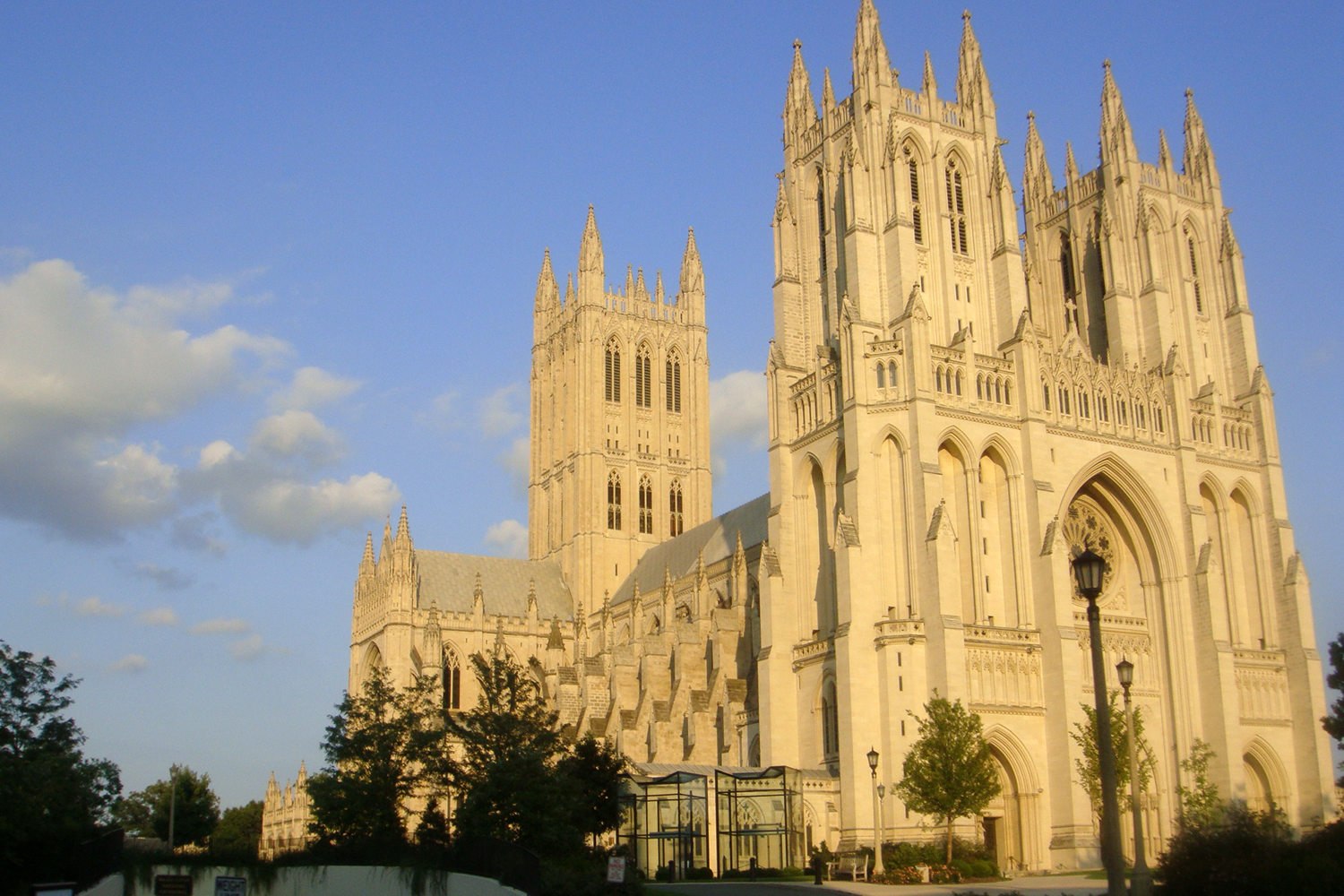
Catedral de São Pedro e São Paulo, também conhecida como Catedral Nacional de Washington

A Diocese Episcopal de Washington (em inglês:  Episcopal Diocese of Washington) é uma jurisdição eclesiástica da Igreja Episcopal dos Estados Unidos. A diocese é formada pelo Distrito de Colúmbia e os condados de Charles, Saint Mary's, Prince George's e Montgomery, em Maryland. A sede da diocese é a Igreja Catedral de São Pedro e São Paulo (também chamada de Catedral Nacional). A Diocese Episcopal de Washington é uma das dioceses da Igreja Episcopal e, portanto, faz parte da Comunhão Anglicana, sendo dirigida atualmente pelo bispo John Bryson Chane.